# Пажга
Пажга — село в Республике Коми. Административный центр городского поселения федерального значения Пажга.
Село расположено на левом берегу реки Сысолы в 30-35 км к юго-западу от Сыктывкара, примыкает к автодороге Киров — Сыктывкар.
В селе действует средняя общеобразовательная школа, библиотека, детский сад, детская школа искусств и центр эстетического воспитания детей. В Пажге также имеется восемь магазинов, две закусочные, аптека, отделение Сбербанка, почтовое отделение, автозаправочная станция.

## Население
| 2002 | 2010  | 2021  |
| ---- | ----- | ----- |
| 1674 | ↘1362 | ↘1107 |

## Происхождение названия
Село Пажга расположено на невысоком холме, который и дал название селению. Оно образовалось от слова «паджны» — притупить, затупить. Корень слова «падж», от этого корня «паджгир» — тупой, вздёрнутый (о носе). В формировании топонима участвовал суффикс «ог»: от формы Паджога и образовалась форма Пажга.

## История
Село Пажга ведет свою историю с упоминания в Яренской сотной писцовой книге в 1586 году, как погост Пажга. Здесь располагались деревянные церкви Благовещения Богородицы и Успения Богородицы, а также 3 двора церковнослужителей. Близ погоста, на территории современного села находились деревни Афонинская, Гаюзовская, Борисовская, Лезбоивская (Лембовская) и др., где насчитывалось 10 крестьянских дворов.
К 1719 году помимо погоста, остались деревни Борисовская, Лембовская, Парчимкас, Якуневская.
В XIX веке — нач. XX века в Пажге проводились ярмарки и торжки.
В 1830-е годы построена каменная церковь Благовещения Пресвятой Богородицы (с 1930-х годов здание использовалось в качестве местного клуба, библиотеки и др.). Религиозный фактор дал толчок к просвещению. Во второй половине XIX века открывается первая школа, а затем библиотека.
С установлением советской власти село начинает быстро расти. В 1926 г. в погосте Пажгинском (Пажга) числилось 110 дворов, 413 чел.. На топографических картах 1940-х г. центр села обозначен как Погост. В 1970 г. в селе Пажга жили уже 802 чел., в 1989 г. — 1528 чел., из них 60 % коми, 32 % русские.

### Легенда о колоколе
В 1930-х годах, по рассказам местных жителей, когда закрывали пажгинскую церковь, крестьяне, чтобы спасти большой церковный колокол от переплавки, зимой волоком перетащили его к Сысоле и утопили в проруби в самом глубоком месте реки. Один из местных жителей утверждает, что по рассказам своего деда нашел это место затопления, нырял и видел колокол на дне уже наполовину вросший в ил.

### Бунт крестьян
В начале XX века в Пажге было неспокойно. То и дело происходили волнения и бунты крестьян против произвола местных властей. В ноябре 1907 г. — бунт крестьян в Пажге, вызванный увеличением оброчных статей. Крестьяне отобрали книгу записей и хотели арестовать представителя местной власти. Им было обещано изменить распределение платежей, после чего волнения прекратились.
Восстание пажгинцев 15 августа 1909 года. Около 200 крестьян села с кольями, камнями и ружьями напали на полицейскую стражу (из 17 человек), избили стражника и десятского.

### Вклад в историю
В 1900 г. (18 июня) крестьянин из Пажги Николай Григорьевич Конанов, занимавшийся строительным делом, начал строительство каменного здания для пожарного обоза с каланчой в г. Усть-Сысольске. В настоящее время это один из самых заметных исторических памятников Сыктывкара.

## Известные уроженцы и жители
В селе родились советская и российская театральная актриса И. П. Бобракова и народный поэт Республики Коми, почётный гражданин Сыктывдинского района и Республики Коми В. В. Тимин. В 1945—1951 годах в Пажгинской средней школе работал писатель А. М. Матвеев. В Пажгинской семилетней школе учился коми поэт Дмитрий Васильевич Конюхов. В Пажге жил и работал Оверин Семён Ильич народный мастер России, почётный житель села Пажга. 